# Pergalumna intermedia
Pergalumna intermedia är en kvalsterart som beskrevs av Aoki 1963. Pergalumna intermedia ingår i släktet Pergalumna och familjen Galumnidae.

## Underarter
Arten delas in i följande underarter:
- P. i. intermedia
- P. i. retroversa